# Octave Lacroix
Pour les articles homonymes, voir Lacroix.
Octave Lacroix de Crespel, né à Égletons le 15 mars 1827 et mort à Saint-Jean-de-Luz le 8 juillet 1901, est un journaliste, dramaturge et poète français.

## Biographie
Élevé au collège de Juilly, où il mêla aux études classiques, la connaissance de l’espagnol et l’italien, Lacroix vint, en 1846, dans la capitale avec l’idée de se faire recevoir avocat, mais il renonça bientôt à l’étude du droit pour la littérature. Il rencontra, dès ses premiers travaux, le patronage de Prosper Mérimée, ainsi que de Sainte-Beuve, qui l’introduisit au Moniteur, et dont il devint, en 1851 le secrétaire pour dix ans.
Attaché à la rédaction littéraire de plusieurs journaux : le Moniteur, l’ancienne et la nouvelle Revue française, l’Artiste, le Pays, la Revue européenne, le Courrier de Paris, etc.,  Retiré pendant quelque temps en province, il dirigea temporairement plusieurs feuilles départementales : le Mémorial de Rouen (1850), plus tard le Nouvelliste, l’Indicateur de Bordeaux, le Journal du Loiret. Il envoya en outre, en 1803-1864, à l’Europe de Francfort, une chronique parisienne hebdomadaire, exclusivement littéraire, sous le titre de lettres du Spectateur. Il reprit ce titre dans le Moniteur universel, dont il devint, en 1864, un des rédacteurs assidus. En 1872, il passa, comme critique d’art, au Journal officiel.
Les poésies de Lacroix ont paru en deux recueils, les Chansons d’avril, recueil de poésies (1852) ; l’École buissonnière, fantaisie et pensées (1854) ; Du culte de la Vierge au point de vue de la poétique religieuse (1858). Il a donné une comédie à la manière espagnole, en un acte, en vers, l’Amour et son train (1853), qui a obtenu beaucoup de succès au Théâtre-Français, par la grâce et l’entrain du style. Il a publié en outre : la Fille de l’orfèvre, comédie en un acte, en vers (1884, in-18) ; Euskal Erria, poésies, dédiées aux Basques (1885, in-18) ; Lointains et retours (1892, in-18), sans compter un Rapport officiel sur les beaux-arts et les arts industriels à l’Exposition universelle de Londres (Imp. Nat., 1873, gr. in-8°). II a également écrit dans la Revue française, où l’on remarque de lui un article capital sur l’histoire de la langue latine, dans l'Artiste, dans le Pays, dans le Courrier de Paris. Il a donné, en outre, une édition du Myosotis d’Hégésippe Moreau, avec documents inédits (1851).
Lacroix a aussi donné, sous le pseudonyme de « Gabriel de Lineuil », qu’il a emprunté à l’un des personnages de sa comédie l’Amour et ton train, des articles à la Vogue parisienne, et surtout à l’Artiste, où il a encore signé « Jacques d’Arnay » et « Pierre de Soudeilles ».
Lors de l’organisation des services du nouveau Sénat, sous le Troisième République, Lacroix fut nommé secrétaire rédacteur. Il a été décoré de la Légion d'honneur le 15 août 1868.

## Œuvres en ligne
- Chansons d'avril, poésies. Nouvelle édition, avec une lettre de V. Hugo, Lemerre (Paris), édition de 1891sur Gallica

## Sources
- Gustave Vapereau, Dictionnaire universel des contemporains, t. 1, Paris, Hachette, 1893, p. 897.
- Ferdinand Natanael Staaff, La Littérature française depuis la formation de la langue jusqu'à nos jours, t. 3, Paris, Didier ; Ch. Delagrave, 1877, p. 276.
- Laurent Bourdelas, Du Pays et de l'Exil Un Abécédaire de la littérature en Limousin, Les Ardents Editeurs, 2008.

## Exposition
- Octave Lacroix, un égletonnais peu ordinaire, exposition (commissaire : Nicolas Courteix) 15 septembre 2012 - 15 avril 2013, Égletons.